# Papaipema terminalis
Papaipema terminalis är en fjärilsart som beskrevs av Embrik Strand 1921. Papaipema terminalis ingår i släktet Papaipema och familjen nattflyn. Inga underarter finns listade i Catalogue of Life.